# 格雷杯
格雷杯（英語：The Grey Cup）是加拿大加式橄榄球联盟的冠军赛，也是该项赛事的冠军奖杯。格雷杯賽事始於1909年。該賽事也是加拿大最大的年度体育赛事，每年大约有400万加拿大观众通過電視收看該賽事。